# Thieulloy-la-Ville
Thieulloy-la-Ville – miejscowość i gmina we Francji, w regionie Hauts-de-France, w departamencie Somma.
Według danych na rok 1990 gminę zamieszkiwały 92 osoby, a gęstość zaludnienia wynosiła 28 osób/km² (wśród 2293 gmin Pikardii Thieulloy-la-Ville plasuje się na 905. miejscu pod względem liczby ludności, natomiast pod względem powierzchni na miejscu 1033.).